# Moriguchi (metropolitana di Osaka)
Moriguchi (守口駅?, Moriguchi-eki) (T12) è una stazione della metropolitana di Osaka situata nella città satellite di Moriguchi.

## Struttura
La stazione è dotata di una piattaforma a isola con due binari sotterranei
| 1 | ■ Linea Tanimachi |  | Per Higashi-Umeda, Tennōji e Yaominami |
| 2 | ■ Linea Tanimachi |  | Per Dainichi                           |

## Stazioni adiacenti
| «               | Servizio        | »                   |
| Linea Tanimachi | Linea Tanimachi | Linea Tanimachi     |
| --------------- | --------------- | ------------------- |
| Dainichi        | Locale          | Taishibashi-Imaichi |